# فرودگاه ویجیاوادا
فرودگاه ویجیاوادا  (به انگلیسی: Vijayawada Airport) یک فرودگاه همگانی با کد یاتا VGA است که یک باند فرود آسفالت دارد و طول باند آن ۲۴۰۸ متر است. این فرودگاه در شهر ویجیاوادا کشور هند قرار دارد و در ارتفاع ۲۵ متری از سطح دریا واقع شده است.